# Mike Saofaiga
Mike Saofaiga Foai (12 gennaio 1991) è un calciatore samoano, attaccante del Kiwi.

## Carriera

### Club
Ha sempre giocato nel campionato samoano.

### Nazionale
Ha collezionato 11 presenze con la propria Nazionale.

## Palmarès

### Club

#### Competizioni nazionali
- Campionato samoano di calcio: 2

Kiwi: 2011, 2012